# Брюгге (футбольний клуб)
Брю́гге (нід. Club Brugge) — бельгійський футбольний клуб міста Брюгге. Єдиний бельгійський клуб, який брав участь у фіналі Кубка європейських чемпіонів.

## Поточний склад
Станом на 27 липня 2025 року
| №  | Поз. | Нац.       | Гравець                     |
| -- | ---- | ---------- | --------------------------- |
| 2  | ЗХ   | Аргентина  | Саїд Ромеро                 |
| 4  | ЗХ   | Еквадор    | Хоель Ордоньєс              |
| 6  | ПЗ   | Нідерланди | Людовіт Рейс                |
| 7  | НП   | Німеччина  | Ніколо Тресольді            |
| 8  | НП   | Греція     | Хрістос Цоліс               |
| 9  | НП   | Португалія | Карлуш Боржеш               |
| 10 | ПЗ   | Норвегія   | Гуго Ветлесен               |
| 11 | ПЗ   | Бельгія    | Сіссе Сандра                |
| 14 | ЗХ   | Нідерланди | Бйорн Мейєр                 |
| 15 | ПЗ   | Нігерія    | Рафаель Оньєдіка            |
| 16 | ВР   | Нідерланди | Дані ван ден Гевел          |
| 17 | НП   | Бельгія    | Ромео Вермант               |
| 19 | НП   | Швеція     | Густаф Нільссон             |
| 20 | ПЗ   | Бельгія    | Ганс Ванакен (віце-капітан) |
| 21 | НП   | Польща     | Міхал Скураш                |

| №  | Поз. | Нац.      | Гравець              |
| -- | ---- | --------- | -------------------- |
| 22 | ВР   | Бельгія   | Сімон Міньйоле       |
| 24 | ЗХ   | Нігерія   | Вінс Осуджі          |
| 25 | ПЗ   | Сербія    | Александар Станкович |
| 29 | ВР   | Бельгія   | Нордін Якерс         |
| 30 | ПЗ   | Швейцарія | Ардон Яшарі          |
| 41 | ПЗ   | Бельгія   | Уго Сіке             |
| 44 | ЗХ   | Бельгія   | Брендон Мехеле       |
| 55 | ПЗ   | Бельгія   | Максім Де Куйпер     |
| 58 | ЗХ   | Бельгія   | Йорне Спілерс        |
| 64 | ЗХ   | Бельгія   | Кіріані Саббе        |
| 65 | ЗХ   | Бельгія   | Йоакін Сейс          |
| 70 | ПЗ   | Іспанія   | Алехандро Гранадос   |
| 84 | НП   | ПАР       | Шандре Кемпбелл      |
|    | ВР   | Англія    | Джозеф Бурсік        |

## Досягнення
- Чемпіон Бельгії (19): 1919/20, 1972/73, 1975/76, 1976/77, 1977/78, 1979/80, 1987/88, 1989/90, 1991/92, 1995/96, 1997/98, 2002/03, 2004/05, 2015/16, 2017/18, 2019/20, 2020/21, 2021/22, 2023/24
- Володар Кубка Бельгії (12): 1967/68, 1969/70, 1976/77, 1985/86, 1990/91, 1994/95, 1995/96, 2001/02, 2003/04, 2006/07, 2014/15, 2024/25
- Володар Суперкубка Бельгії (18): 1980, 1986, 1988, 1990, 1991, 1992, 1994, 1996, 1998, 2002, 2003, 2004, 2005, 2016, 2018, 2021, 2022, 2025

Кубок європейських чемпіонів: 
- Фіналіст (1): 1977/78

Кубок УЄФА:
- Фіналіст (1): 1975/76
- Півфіналіст (1): 1987/88